# Riciclaggio degli oli esausti

Il simbolo internazionale per i materiali riciclabili

Il riciclaggio degli oli esausti (o riciclo degli oli esausti) è un settore specifico del riciclaggio dei rifiuti, e consiste in un insieme di operazioni che vengono svolte su oli minerali usati o oli vegetali di scarto per ottenere oli rigenerati da reimmettere nel mercato.

Gli oli esausti immessi in natura provocano ingenti danni ambientali. Possono essere raccolti presso le isole ecologiche o le ditte specializzate.

Il loro smaltimento permette di produrre lubrificanti, biodiesel, tensioattivi e saponi.